# Risbytjärnen
Risbytjärnen är en sjö i Ale kommun i Västergötland och ingår i Göta älvs huvudavrinningsområde. Sjöns area är 0,018 kvadratkilometer och den befinner sig 95 meter över havet. Risbytjärn ligger i skogsområdet Alefjäll.